# دانشگاه برایانت
دانشگاه برایانت یک دانشگاه خصوصی در اسمیتفیلد، رود آیلند است. تا اوت 2004، این کالج به نام کالج برایانت شناخته می‌شد. برایانت دو کالج دارد، کالج هنر و علوم و کالج تجارت. این دانشگاه توسط کمیسیون آموزش عالی نیوانگلند اعتبار گرفته‌است.